# Erv Kanemoto
Erv Kanemoto (Salt Lake City, 7 mei 1943) is een Amerikaans voormalig monteur, tuner en teameigenaar van wegrace-motorfietsen en motorcoureurs. Hij boekte grote successen met Gary Nixon, Freddie Spencer, Eddie Lawson, Luca Cadalora, Max Biaggi, Wayne Gardner en Alex Barros.

Erv Kanemoto werd geboren in Salt Lake City, maar groeide op op een boerderij in San Jose (Californië). Zijn grootouders waren uit Japan gekomen, maar Erv kon weliswaar Japans verstaan, maar niet spreken. Zijn vader was al bezeten van snelheidssporten met speedboten, auto's, karts en motorfietsen. Erv racete weliswaar met karts, maar was er naar eigen zeggen niet zo goed in als zijn zuster. Hij was zelf meer geïnteresseerd in de techniek en leerde al snel hoe hij de karts sneller kon maken. 

## Carrière
Toen het bedrijf waar hij werkte in staking ging, bracht Erv Kanemoto zijn tijd door in de werkplaats van een bevriende motorhandelaar. Zijn ervaring met buitenboordmotoren, karts en de machines op de boerderij kwam goed van pas en hij kreeg een vaste aanstelling om aan de bouw van dragrace-motoren te werken. Hij moest de motorfietsen door anderen laten testen, want hij kon niet motorrijden.
Het bouwen en opvoeren van motoren werd zo belangrijk voor hem, dat hij een aantal leningen bij banken afsloot om snelle motoren te kunnen bouwen. In 1968 kreeg hij een contract bij Kawasaki, slechts voor twee weken tijdens de voorbereidingen en de races van de Daytona 200. Daarop kocht hij zelf een Kawasaki H 1 500 Mach III die hij prepareerde om er anderen mee te laten racen. Het leverde geen geld op, maar om alles te financieren prepareerde hij cilinders voor o.a. Bultaco's die hij aan coureurs verkocht. Toch wogen de inkomsten niet op tegen de uitgaven en in 1972 kon Kanemoto bij geen enkele bank meer krediet krijgen. Kawasaki gaf hem een machine en gratis onderdelen en daarmee ondersteunde hij de jonge coureur Jerry Grean. 

### Gary Nixon
In 1973 kreeg Kanemoto van Kawasaki een machine, onderdelen en 1.000 dollar per race. Van dat geld moest hij ook een coureur contracteren en dat werd Gary Nixon. Ze wonnen het U.S. National Road Racing Championship en hier ontstond een langdurige samenwerking tussen Nixon en Kanemoto, ook na 1973, toen Kawasaki stopte en ze overstapten naar Suzuki. 

### Freddie Spencer en Barry Sheene

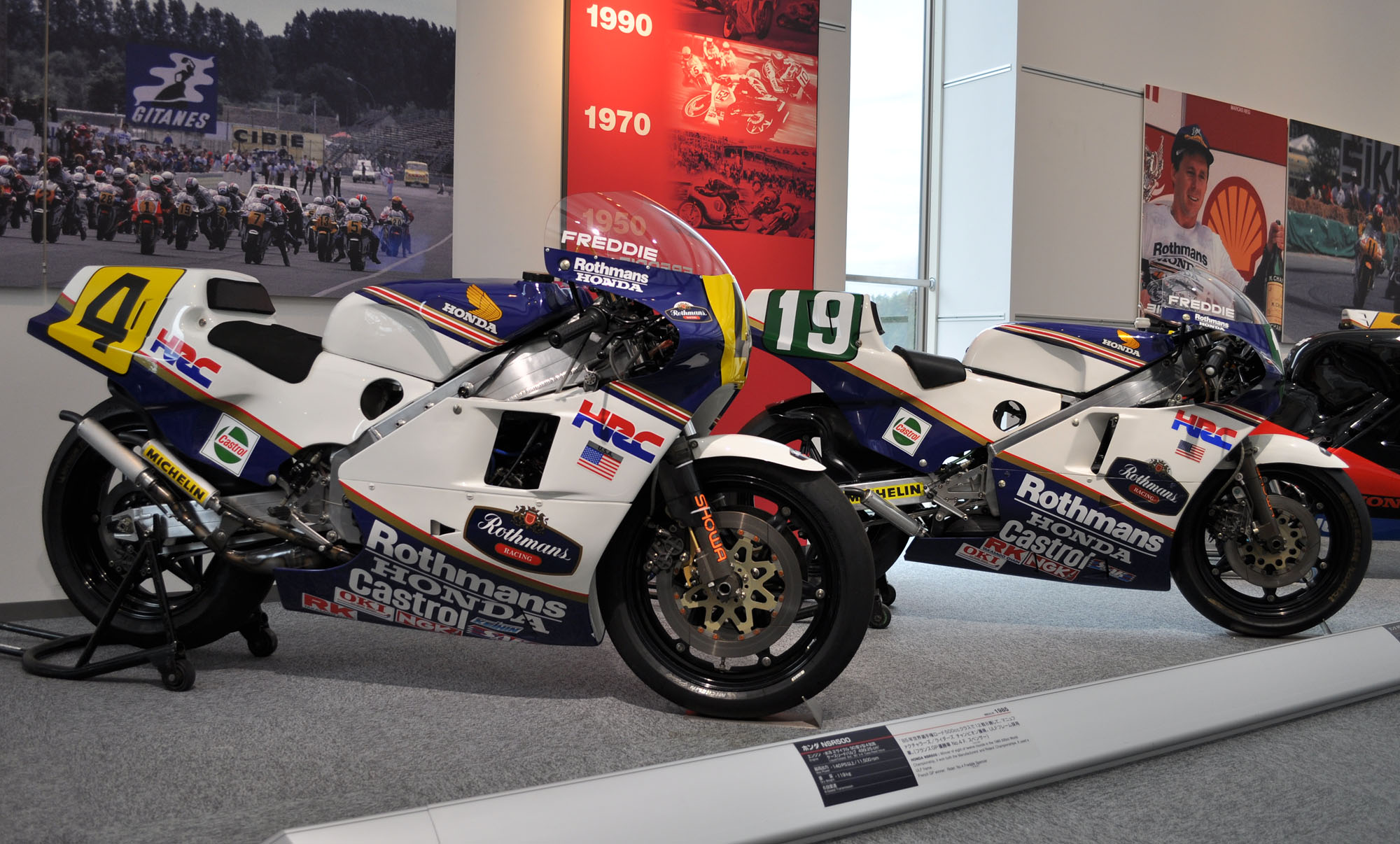
Het hoogtepunt uit de carrières van zowel Erv Kanemoto als Freddie Spencer: de dubbele wereldtitel met de Honda NSR 500 en de Honda RS 250 R-W

In 1977 leende Kanemoto weer geld, dit keer om twee Yamaha TZ 250's aan te schaffen. Er was geen geld meer om Gary Nixon te betalen, maar nu kwam hij in contact met de jonge Freddie Spencer. In 1979 bouwde Kanemoto een complete motorfiets waarmee Spencer twee jaar lang in Amerikaanse kampioenschap reed. Kanemoto wilde naar Europa om in het wereldkampioenschap wegrace te gaan werken, maar Spencer wilde langer in de Verenigde Staten blijven om daar in het AMA Superbike Championship te rijden. Uit de tijd dat hij met Gary Nixon voor Suzuki had gewerkt kende hij Barry Sheene, die in het seizoen 1980 de overstap had gemaakt naar Yamaha. Kanemoto kwam in 1981 in dienst van Sheene, die in dat jaar vierde werd, maar hield contact met Freddie Spencer, die heel benieuwd was naar het reilen en zeilen in de Europese wegraces. In het seizoen 1982 kwam Spencer naar het WK en Kanemoto kreeg een contract bij HRC. De samenwerking leverde drie wereldtitels op. 
In 1985, toen Spencer zowel in de 250cc- als de 500cc-klasse wereldkampioen werd, was de functie van Erv Kanemoto veranderd. Hij was niet langer tuner/monteur, maar coördinator tussen de coureur, vijf monteurs en bandenleverancier Michelin. Hij leefde tijdens de races niet in een hotel, maar in een camper in het rennerskwartier, zodat zijn monteurs hem altijd konden bereiken. 

### Niall Mackenzie
Tot dit moment had Erv Kanemoto altijd zijn coureurs gevolgd, ook als ze overstapten naar een ander merk. Toen Freddie Spencer vanaf het seizoen 1986 door gezondheidsproblemen nauwelijks nog kon racen, bleef hij echter bij HRC en werkte hij aan de machines van Niall Mackenzie. In het seizoen 1987 werd Mackenzie vijfde en in het seizoen 1988 zesde. 

### Kanemoto Racing en Eddie Lawson

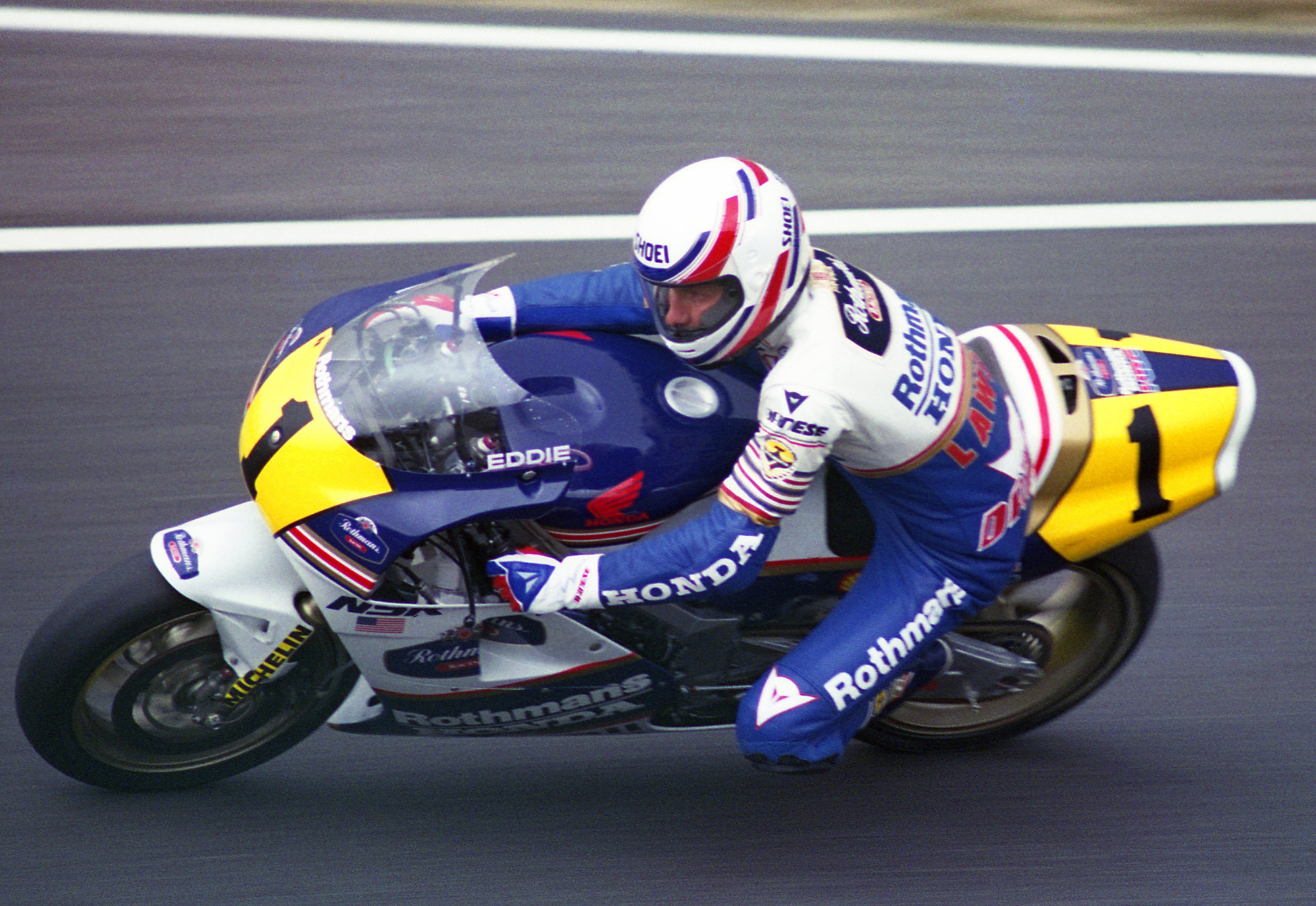
Met de komst van Eddie Lawson naar Honda werd Kanemoto Racing opgericht.

In het seizoen 1988 begon Gardner met een zeer moeilijk te berijden Honda NSR 500. Het vermogen was zeer hoog, maar nauwelijks te beteugelen en hij moest de wereldtitel laten aan Eddie Lawson met de Agostini-Yamaha YZR 500. Rothmans-HRC contracteerde Lawson voor het seizoen 1989, behield ook Gardner en huurde bovendien de jonge Mick Doohan in. Erv Kanemoto werd nu de technisch begeleider van Eddie Lawson, waarvoor hij officieel een nieuw team oprichtte: Kanemoto Racing. Zo kon men de rivalen Gardner en Lawson uit elkaar houden, hoewel ze op het oog allebei voor Rothmans-Honda reden. Lawson werd in dit seizoen inderdaad weer wereldkampioen, maar in het seizoen 1990 ging hij terug naar Yamaha. 

### Wayne Gardner
In 1990 kreeg Erv Kanemoto Wayne Gardner onder zijn hoede. Gardner miste echter drie races en eindigde in het wereldkampioenschap slechts als vijfde. In het seizoen 1992 begeleidde hij Gardner opnieuw, maar die miste door blessures een groot deel van het seizoen en eindigde als zesde

### Luca Cadalora en Max Biaggi
In het seizoen 1991 en het seizoen 1992 begeleidde Erv Kanemoto de Italiaan Luca Cadalora naar twee wereldtitels. In het seizoen 1997 werd Max Biaggi onder zijn leiding wereldkampioen. In het seizoen 1996 had Kanemoto al grote moeite om sponsoren te vinden, maar Cadalora koos liever opnieuw voor een plek in zijn team dan voor een goed betaald jaar zonder de steun van Kanemoto. Hij eindigde dat jaar als derde in het 500cc-kampioenschap. In het seizoen 1997 bracht Biaggi sponsor Marlboro mee. Hij werd in dat jaar wereldkampioen 250 cc en in het seizoen 1998 werd hij tweede in de 500cc-klasse.

### John Kocinski
In het seizoen 1999 kon Kanemoto weer geen sponsors voor zijn team vinden. Hij had nog steeds de steun van HRC, zodat het verkrijgen van fabrieksracers geen probleem was, maar dure coureurs kon hij niet betalen. Met John Kocinski behaalde hij de achtste plaats in het wereldkampioenschap. 

### Bridgestone
Kanemoto besloot het seizoen 2000 over te slaan en in het seizoen 2001 testte hij samen met coureur Nobuatsu Aoki nieuwe racebanden voor Bridgestone. 

### Jurgen van den Goorbergh
De samenwerking met Bridgestone leverde in het seizoen 2002 een sponsorcontract op. Kanemoto kreeg van HRC de nieuwe viercilinder Honda NSR 500  en huurde Jurgen van den Goorbergh als rijder in. Erg kansrijk was de tweetakt niet, zeker nu de 500cc-klasse was overgegaan in de MotoGP, waar viertaktmotoren tot 990 cc toegestaan waren. 
Na dit seizoen trok Erv Kanemoto zich terug als directe begeleider van coureurs. Hij werkte wel nog als adviseur voor de raceteams van Suzuki en Honda. In 2001 werd hij opgenomen in de AMA Motorcycle Hall of Fame.

## Wereldkampioenschap wegrace resultaten
| Jaar | Coureur                                     | Klasse                                      | Team                                        | Motorfiets                                  | Resultaat                                   |
| ---- | ------------------------------------------- | ------------------------------------------- | ------------------------------------------- | ------------------------------------------- | ------------------------------------------- |
| 1981 | Barry Sheene                                | 500 cc                                      | Yamaha                                      | Yamaha YZR 500                              | 4e                                          |
| 1982 | Freddie Spencer                             | 500 cc                                      | Honda RSC                                   | Honda NS 500                                | 3e                                          |
| 1983 | Freddie Spencer                             | 500 cc                                      | HRC                                         | Honda NS 500                                | 1e                                          |
| 1984 | Freddie Spencer                             | 500 cc                                      | HRC                                         | Honda NS 500 / Honda NSR 500                | 4e                                          |
| 1985 | Freddie Spencer                             | 250 cc                                      | Rothmans-HRC                                | Honda RS 250 R-W                            | 1e                                          |
| 1985 | Freddie Spencer                             | 500 cc                                      | Rothmans-HRC                                | Honda NSR 500                               | 1e                                          |
| 1986 | Freddie Spencer                             | 500 cc                                      | Rothmans-HRC                                | Honda NSR 500                               | -                                           |
| 1987 | Freddie Spencer                             | 500 cc                                      | HRC                                         | Honda NSR 500                               | 20e                                         |
| 1987 | Niall Mackenzie                             | 500 cc                                      | Gallina-HB-HRC-Honda                        | Honda NSR 500                               | 5e                                          |
| 1988 | Niall Mackenzie                             | 500 cc                                      | Gallina-HB-HRC-Honda                        | Honda NSR 500                               | 6e                                          |
| 1989 | Eddie Lawson                                | 500 cc                                      | Kanemoto Racing-Rothmans-HRC                | Honda NSR 500                               | 1e                                          |
| 1990 | Wayne Gardner                               | 500 cc                                      | Kanemoto Racing-Rothmans-HRC                | Honda NSR 500                               | 5e                                          |
| 1991 | Luca Cadalora                               | 250 cc                                      | Kanemoto Racing-Rothmans-HRC                | Honda NSR 250                               | 1e                                          |
| 1992 | Luca Cadalora                               | 250 cc                                      | Kanemoto Racing-Rothmans-HRC                | Honda NSR 250                               | 1e                                          |
| 1992 | Wayne Gardner                               | 500 cc                                      | Kanemoto Racing-Rothmans-HRC                | Honda NSR 500                               | 6e                                          |
| 1993 | Max Biaggi                                  | 250 cc                                      | Kanemoto Racing-Marlboro-HRC                | Honda NSR 250                               | 4e                                          |
| 1994 | Tadayuki Okada                              | 250 cc                                      | Kanemoto Racing-HRC                         | Honda NSR 250                               | 2e                                          |
| 1995 | Alex Barros                                 | 500 cc                                      | Kanemoto Racing-HRC                         | Honda NSR 500                               | 7e                                          |
| 1996 | Luca Cadalora                               | 500 cc                                      | Kanemoto Racing-HRC                         | Honda NSR 500                               | 3e                                          |
| 1997 | Max Biaggi                                  | 250 cc                                      | Kanemoto Racing-Marlboro-HRC                | Honda NSR 250                               | 1e                                          |
| 1998 | Max Biaggi                                  | 500 cc                                      | Kanemoto Racing-Marlboro-HRC                | Honda NSR 500                               | 2e                                          |
| 1999 | John Kocinski                               | 500 cc                                      | Kanemoto Racing-HRC                         | Honda NSR 500                               | 8e                                          |
| 2000 | sabbatical                                  | sabbatical                                  | sabbatical                                  | sabbatical                                  | sabbatical                                  |
| 2001 | testteam voor Bridgestone met Nobuatsu Aoki | testteam voor Bridgestone met Nobuatsu Aoki | testteam voor Bridgestone met Nobuatsu Aoki | testteam voor Bridgestone met Nobuatsu Aoki | testteam voor Bridgestone met Nobuatsu Aoki |
| 2002 | Jurgen van den Goorbergh                    | MotoGP                                      | Kanemoto Racing-Bridgestone-HRC             | Honda NSR 500                               | 13e                                         |